# Oblast de Khmelnytski
Khmelnytski (ucraniano: Хмельницький) é uma região (óblast) no oeste da Ucrânia que cobre porções das regiões históricas da Podólia ocidental e do sul da Volínia. O centro administrativo do oblast é a cidade de Khmelnytskyi.
A população atual estimada é de cerca de 1 228 829 (estimativa de 2022).
Criado em 1937 a partir da fronteira do Oblast de Vinnytsia, em 1941-44 estava sob ocupação nazista da Alemanha e parte do eichskommissariat Ukraine (distrito geral de Wolhynien und Podolien). Após o bolso Kamenets-Podolsky na primavera de 1944 como parte da operação Proskurov-Chernovtsy, as tropas soviéticas removeram a ocupação alemã na região. Até 4 de fevereiro de 1954 foi chamado de Oblast de Kamianets-Podilskyi (em ucraniano:  Кам'янець-Подільська область, romanizado: Kamianets-Podilska oblast) e foi centrado em Kamianets-Podilsky até 1941. O rebranding da região ocorreu após a renomeação oficial do centro administrativo da região para Khmelnytskyi.

## História
Afiliação administrativa histórica da área:
- 1937-1941: URSS, República Socialista Soviética da Ucrânia
- 1944-1991: URSS, República Socialista Soviética da Ucrânia
- desde 1991: Ucrânia: Oblast de Khmelnytskyi

O Oblast de Khmelnytskyi foi criado em 22 de setembro de 1937, como o Oblast de Kamianets-Podilskyi (ucraniano: Кам'янець-Подільськa область, translit., Kamyanets-Podil'ska oblast') fora dos okrugs fronteiriços (Proskuriv e Kamianets-Podilskyi) do Oblast de Vinnytsia.
Em março de 1941, o centro administrativo do oblast foi transferido de Kamianets-Podilskyi para a cidade de Proskuriv. Durante a Segunda Guerra Mundial, o território fazia parte de outra divisão administrativa (Distrito Geral Wolhynien und Podolien, ver Reichskommissariat Ucrânia), mas após a libertação da Alemanha nazista, o Oblast de Khmelnytskyi foi restabelecido em suas fronteiras originais. Em 1954, Proskuriv foi renomeado Khmelnytskyi, e logo depois, o oblast foi renomeado para Khmelnytskyi Oblast (ucraniano: Хмельницька область, translit., Khmel'nytska oblast').